# سلامه الأول الادغم
الشيخ سلامه الادغم شيخ قبيلة الصمله من سبيع من فترة 1165هـ إلى وفاته 1205هـ
هو الجد المؤسس لأسرة الادغم وأحد أبرز شيوخ قبيلة سبيع في زمنه.
لقب في بداية حياته بالأديغم وكبر وسمي بالأدغم، وقد أنتقل بكافة قبيلته الصمله من الجرثمية برنية إلى الخرمه سنة 1175هـ وقام بتأسيس هجرة الدغمية التي سميت على الادغم وهجرة السلمية التي سميت على اسمه سلامه وهجرة الوطاة على وطاة ابله.
ولد سلامه الادغم عام1145هـ في وادي سبيع برنيه.
شارك في الأحداث الأخيرة لمناخ كير 1195هـ وله دور بارز في ذلك المناخ.

## نسبه
هو الشيخ سلامه الأول بن فارس بن محمد بن مقعد (المجالبة) من قبيلة الصملة من الخضران من بني عمر من قبيلة سبيع

## أنتقاله بكافة قبيلته الصمله من رنيه إلى الخرمه
أنتقل الشيخ سلامه بقبيلته الصمله من الجرثمية برنية إلى منطقة الخرمه وقام بتأسيس هجرة الدغمية وهي على أسم الادغم وهجرة السلمية وهي على اسمه سلامه وهجرة الوطاة على وطاة أبله، ويقدر سنة الأنتقال وتأسيس الهجر عام 1175هـ تقريباً في عهد الأمام محمد بن سعود مؤسس الدولة السعودية الأولى، وسكانها في الوقت الحاضر هم قبيلة الصمله من سبيع وتعتبر الدغمية هي المستقر والقلب النابض للصمله بالخرمه.
وجاء النص عن الصمله وانتقالهم في كتاب تاريخ قبيلة سبيع للمؤلف عبدالله الحضبي :(الصميلي من بني هلال، وهم من بني عمر من سبيع العامرية، وكانوا يحلون وادي رنية وساكنون الروبة كما أسلفنا في قرية الجرثمية في الأملح من رنية ولكن الصمله انتقلوا في السنين المتاخرة - وبعضهم إلى الخرمه في بلدة الدغمية وما حولها ولا زالوا ولهم أملاك وآبار في الحرة، والآخرين انحدروا إلى نجد ولم يعد منهم اليوم في رنية أحد).
وكما جاء النص في انتقال الشيخ سلامه بقبيلته الصمله من خلال مخطوطات تاريخية قديمة من شيوخ قبيلة سبيع القاطنين بقبائلهم بمنطقة الأملح برنية وهم الشيخ ثعيل بن محمد بن سيف أبرق نفيش شيخ شمل قبيلة الصنادلة والشيخ ذعار بن فضاء بن هذال الماضي شيخ شمل قبيلة المكاحلة والشيخ مترك بن نايف بن قريان شيخ شمل قبيلة الروبة.

## سلوم ونفايل الادغم
الشيخ سلامه الادغم قد سن له (سلم)، والسلم هو عادة من العادات التي يتخذها العرب وكل شعب أو امة لها ثقافتها الخاصة بها والسلم جمعها سلوم وهو فعل امر معين بسبب معين في وقت من الاوقات لفرد او أسرة أو قبيلة ثم يتوارثها من جاء بعدهم بعدهم.
وسلوم ونفايل الشيخ سلامه الادغم نظام خاص به الزم به نفسه وكانت هذه السلوم محل تقدير قبيلته سبيع وهذا يدل على قوته في القبيلة ومكانته العالية ويقصد بسلوم الادغم أي ميزات الادغم التي تميز بها عن سائر قبيلته والسلم الذي اشتهر به الشيخ سلامه (ادخال الدخيل وتزبين المجرمين والخائفين) حيث يدخل الدخيل (سنة وشهرين) وهو الوحيد الذي يدخل هذه المدة في قبيلة سبيع.
وهذا السلم يدل على قوة سلامه الادغم في جيله من ابناء عمومته لا تكلفة إدخال الدخيل غالية الثمن فالدخيل يحتاج إلى حماية وربما يسبب حروب وصراعات بين القبائل.
وقد أفتخرت فتيخة بنت الشيخ ناجي بن سلامه الادغم بسلوم جدها فقالت :
ومن أشهر من أرخ سلوم ونفايل الشيخ سلامه الادغم هو الشاعر فهد بن مخشوش الصمله السبيعي وهو من جماعة الادغم ، فقد جاء في قصيدة نفايل وسلوم سبيع لبن مخشوش التي عدد مزايا قبيلته وذكر اشهر مشائخ سبيع الذين تميزوا بنفايل ذكر منهم الشيخ سلامه الادغم كان يدخل الدخيل المطلوب وذكر كذلك كرمه السخي الذي لا يلحقه بالمن ولا يعطي إلا الخيل الاصيلة ونجائب الابل الطيبة في زمن قل وندر من يعطي الخيل والابل ولانها من نفائس الأموال أنذاك ،
ويقول الشاعر فهد بن مخشوش في الشيخ سلامه الادغم:
وقد أمتدحه الشاعر دبيان بن عساف الصمله السبيعي في قصيدته الشهيرة:
وأخو ملفي هو الشيخ سلامه الادغم وملفي هو أخوه الاصغر وجملة (وسيع التنفايل) أي متعدد السلوم والنفايل التي تميز بها على سائر شيوخ القبيلة.

## أشهر القصائد التي قيلت في الشيخ سلامه الادغم
من أشهر القصائد التي قيلت في الشيخ سلامه الادغم سنة 1190هـ قصيدة الشاعر فلحان البقمي ويقول منها :
وقد تغنى الكثير من الشعراء بفعل الشيخ سلامه ومنهم الشاعر مناحي الموتر الصمله السبيعي:

## وفاته
عندما توفي الشيخ سلامه الادغم سنة 1205هـ تقريباً رفض أخيه الشيخ ملفي أن يدفن جثمان أخيه في الثراء لشدة محبته له وبعد ثلاث أيام بدت الجثة تتغير فسمح بدفنها، وهنا تمثل الشاعر نوال الصمله السبيعي حينما قال لاخيه من أمه شريان من بني ثور من سبيع عندما أراد نوال أن يقدم إليه أخيه شريان من ديار من بني ثور قال هذه الأبيات: